# Paul Nevermann
Paul Nevermann, né le 5 février 1902 à Hambourg et mort le 22 mars 1979 à Puerto de la Cruz, est un avocat et homme politique allemand membre du Parti social-démocrate d'Allemagne (SPD).

## Biographie
À l'époque de la République de Weimar puis sous le Troisième Reich, il est avocat et membre actif du SPD.
Après la Seconde Guerre mondiale, il est élu en 1946 député au Bürgerschaft de Hambourg. Il est sénateur aux Travaux publics entre 1946 et 1953, puis à partir de 1957. Entre ces deux mandats, il est président du groupe social-démocrate du Bürgerschaft.
Le 1er janvier 1961, il est investi à 58 ans premier bourgmestre de Hambourg et prend la suite de Max Brauer. Bien que le SPD bénéficie de la majorité absolue, il confirme la « coalition sociale-libérale » qui l'associe avec le FDP et reconduit le second bourgmestre et sénateur à l'Économie libéral, Edgar Engelhard.
Il mène le Parti social-démocrate à une éclatante victoire au cours des élections législatives locales du 12 novembre suivant, avec 57,4 % des voix et 72 députés sur 120. Il s'agit du quatrième meilleur résultat de toute l'histoire du SPD depuis 1949, tous scrutins régionaux confondus. Il maintient ensuite son alliance avec le Parti libéral-démocrate, ce qui lui assure une écrasante majorité de 84 sièges.
Ce second mandat est marqué par les inondations de février 1962, qui causent la mort de plus de 300 personnes, et par l'affaire du Spiegel, un scandale politique aux conséquences fédérales majeures.
Il annonce sa démission le 9 juin 1965, à neuf mois des élections au Bürgerschaft. Remplacé par Herbert Weichmann, il quitte le pouvoir pour des raisons personnelles, après avoir été l'objet de campagnes de dénigrement de la presse d'Axel Springer qui conduisent le vice-président fédéral du SPD Herbert Wehner à réclamer son départ.
Il continue de siéger au parlement local jusqu'en 1974, puis se retire de la vie politique. Entre 1966 et 1970, il exerce la présidence du Parti social-démocrate de Hambourg.

### Famille
Il est le père de Jan Nervemann, bourgmestre de Pinneberg dans les années 1990, Anke Fuchs, ministre fédérale de la Santé en 1982, et Knut Nevermann, secrétaire d'État à Berlin et dans la Saxe dans les années 2000 et 2010.